# 胡利夫齊 (赫梅利尼茨基州)
50°0′30″N 26°29′30″E / 50.00833°N 26.49167°E
胡利夫齊（羅馬化：Hulivtsi）是烏克蘭西部赫梅利尼茨基州舍佩蒂夫卡區比洛希爾亞市鎮的村莊。該村始建於1545年，面積0.21平方公里，海拔高度245米，2001年人口527，人口密度每平方公里2,570.7人。